# Jaume Roma
Jaume Roma Rodríguez (Granollers, España, 17 de abril de 1958) es un economista y político español, militante de Convergència i Unió. Fue miembro del Gobierno de la Generalidad de Cataluña entre 1994 y 1995, como consejero del Departamento de Política Territorial y Obras Públicas.

## Biografía
Nacido en el seno de una modesta familia, hijo de dos trabajadores de una fábrica textil de Granollers, estudió Ciencias Económicas en la Universidad de Barcelona. Con 24 años empezó a trabajar para el Departamento de Sanidad de la Generalidad de Cataluña, como jefe de servicios de presupuestos del Institut Català de la Salut. Su desempeño le permitió ganarse la confianza del entonces consejero de Sanidad, Xavier Trias, ascendiendo en el organigrama del Departamento. En 1992 fue nombrado director del Institut Català de la Salut y ese mismo año se afilió a 
Convergència Democràtica de Catalunya.
El 18 de noviembre de 1994 Josep Maria Cullell, implicado en un caso de corrupción, dimitió como Consejero de Política Territorial y Obras Públicas de la Generalidad de Cataluña y tres días más tarde, el presidente Jordi Pujol designó a Jaume Roma como su substituto. 
Sin embargo, el mandato apenas duró siete meses, al verse implicado, como su predecesor, en un caso de corrupción. En junio de 1995, un grupo de cinco subcontratistas denunciaron ante la Audiencia Nacional que cuando Roma dirigía el Institut Català de Salut había realizado irregularidades en las concesiones de obras a la empresa Trad SA, entre ellas, la remodelación del Hospital Sant Joan de Déu de Martorell y ocho centros de atención primaria. Según la acusación, a cambio de este trato de favor el consejero sólo habría pagado 15 millones de pesetas a Tradsa por un chalet que valía 35. 
 Finalmente, en 2001, la Audiencia de Barcelona archivó la causa y Roma fue exonerado a nivel penal.
En unas declaraciones a Catalunya  Pujol desveló que un día se presentaron en la Generalitat "unos señores" afirmando que tenían pruebas contra Jaume Roma y pedían "treinta millones de pesetas" a cambio de no denunciar el asunto.
Preguntado sobre si se querelló contra los chantajistas, el expresidente catalán ha dicho que "no", y ha relatado que habló con Roma para explicarle que no sabía "quiénes eran esos señores", y que en contra de su opinión éste acabó presentando su dimisión ya que Pujol creía en su inocencia. Roma fue sustituido por Artur Mas, ahora expresidente de la Generalitat.
Tras su dimisión, Jaume Roma se desvinculó de la política activa, trabajando en un despacho propio como economista especializado en consultoría de hospitales. En 2002 ingresó en el consejo de administración del Hospital General de Cataluña.